# Humo
Humo è un periodico belga di lingua olandese.

## Storia
La rivista fu pubblicata per la prima volta nel 1936 con il nome Humoradio (che tradotto ha la combinazione delle parole "umorismo" e "radio") ed era un analogo olandese della rivista francofona Le Moustique ora Télémoustique. Durante la seconda guerra mondiale (periodo dal 1940 al 1944), la stampa della rivista fu temporaneamente sospesa. Nel 1958, quando la televisione iniziò a raggiungere un vasto pubblico nel paese, la rivista fu ribattezzata Humo. Il periodico è pubblicato su base settimanale.
HUMO, nella sua forma attuale, iniziò a essere pubblicato nel 1969, quando Guy Mortier divenne il suo caporedattore. Mortier ha dato alla rivista un tono comico giocoso e una maggiore enfasi agli articoli sulla musica rock, che ha attratto un pubblico di sinistra e progressista. Durante la guida di Mortier, molte riviste, fumetti e serie di interviste sono apparse su HUMO, che ora sono considerati dei classici e sono ancora pubblicati lì. Inoltre, sono stati organizzati eventi culturali annuali con la presentazione di Mortier, tra cui il sondaggio pop annuale (pubblicato a partire dal 1967), in cui i lettori della rivista scelgono i loro programmi radio preferiti, programmi televisivi, gruppi musicali, ecc. Un altro evento annuale è la rivista del Humo Rock Rally - concorso per giovani rock band. HUMO sponsorizza anche il festival Rock Werchter sin dal suo inizio nel 1977. Nel 2003, Mortier si ritirò.
Il fumettista della pubblicazione è l'artista belga Kamagurka, il cui stile ha influenzato lo status della rivista. Fu lui a inventare le mascotte della rivista - Bert e Cowboy Henk, che sono entrambi presenti nella serie settimanale di fumetti.
Per molto tempo, la rivista è stata pubblicata dal gruppo media Sanoma,  ma a maggio 2015 è stata acquisita da De Persgroep.

## Capiredattori
| Stato             | Nome                                | Periodo   | Note                                         |
| ----------------- | ----------------------------------- | --------- | -------------------------------------------- |
| Belgio (bandiera) | Jef Anthierens                      | 195?-1966 |                                              |
| Belgio (bandiera) | Karel Anthierens                    | 1966-1969 |                                              |
| Belgio (bandiera) | Guy Mortier                         | 1969-2003 |                                              |
| Belgio (bandiera) | Jörgen Oosterwaal en Mark Schaevers | 2003-2004 | Direttore creativo Guy Mortier               |
| Belgio (bandiera) | Jörgen Oosterwaal                   | 2004-2010 | Direttore creativo Guy Mortier               |
| Belgio (bandiera) | Sam De Graeve                       | 2010-2011 | Direttore creativo Guy Mortier               |
| Belgio (bandiera) | Bart Vanegeren                      | 2011-2012 | Direttore creativo Guy Mortier               |
| Belgio (bandiera) | Wouter Van Driessche                | 2012-2013 | fino al 2012: Direttore creativo Guy Mortier |
| Belgio (bandiera) | Karel Degraeve (ad interim)         | 2013      |                                              |
| Belgio (bandiera) | Danny Ilegems                       | 2013-2015 |                                              |
| Belgio (bandiera) | Jörgen Oosterwaal                   | 2015-     |                                              |